# Estourmel
Estourmel is een gemeente in het Franse Noorderdepartement (regio Hauts-de-France) en telt 440 inwoners (2005). De plaats maakt deel uit van het arrondissement Cambrai.

## Geografie
De oppervlakte van Estourmel bedraagt 5,5 km², de bevolkingsdichtheid is 80,0 inwoners per km².
De onderstaande kaart toont de ligging van Estourmel met de belangrijkste infrastructuur en aangrenzende gemeenten.

## Demografie
Onderstaande figuur toont het verloop van het inwonertal (bron: INSEE-tellingen).